# Munkbrogatan
Munkbrogatan er en gade i Gamla stan i Stockholm, den forløber fra fra Kornhamnstorg i syd til Munkbroleden i nord. Gaden blev anlagt i anden halvdel af 1600-tallet efter branden i Stockholm 1625 som udraderede Stadsholmens vestlige del.
Munkbrogatan fik sit nuværende navn i 1691, der forekom også navne som Munkebrohamnsgatan (1694). Gaden blev anlagt på udfyldt mark langs Riddarfjärden. Den ny reguleringsplanen for byen, som også indbefattede Stora Nygatan og Lilla Nygatan foreskrev for første gang i Stockholms historie store rektangulære bykarréer og lange lige gader. Munkbrogatan blev den vestlige begrænsningen af denne nye plan.
Ved gadens vestlige side findes Mälartorget og Gamla stan tunnelbanestation.